# Laboratorio Cavendish

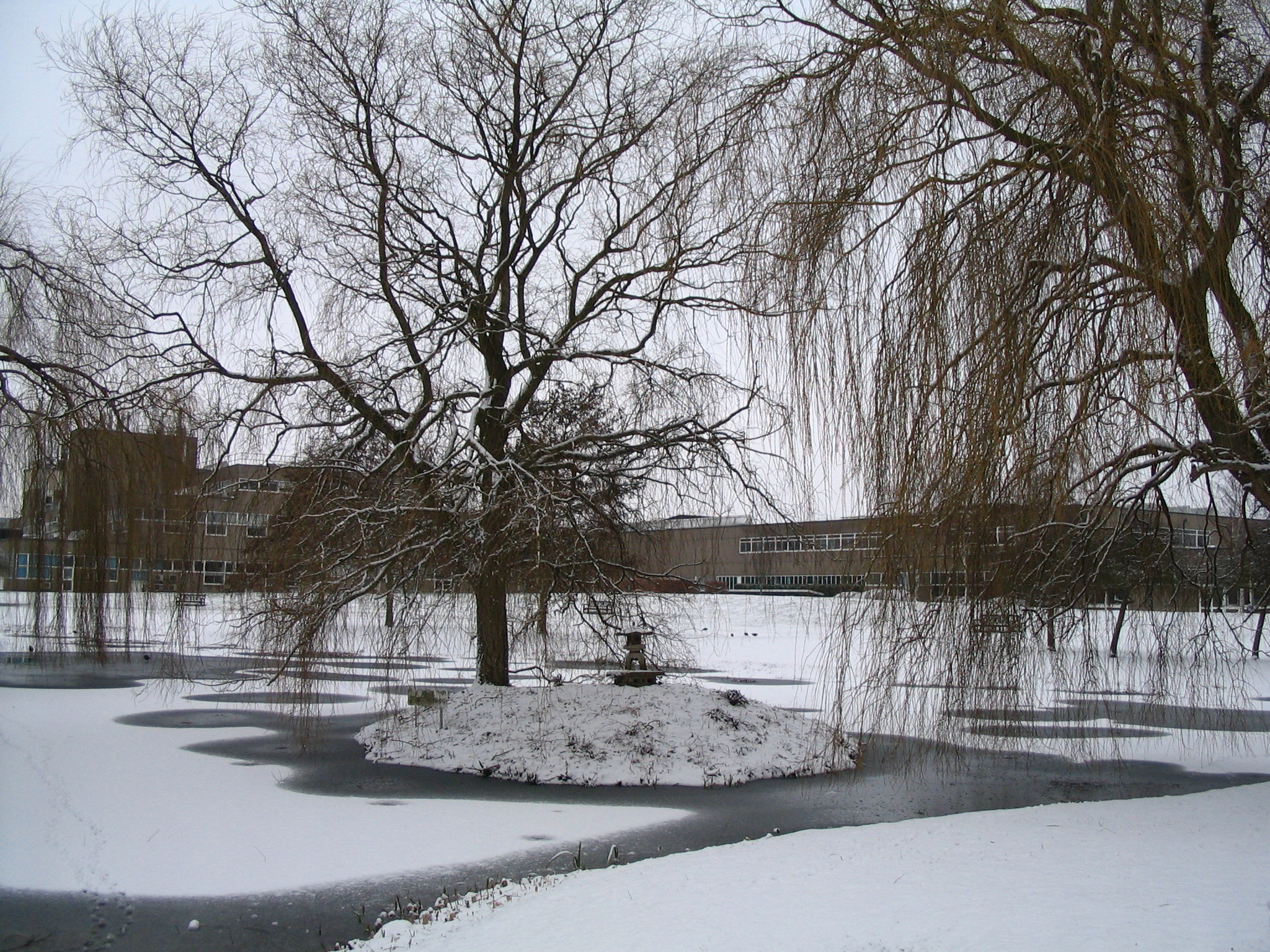
Vista da sud del sito attuale del Laboratorio Cavendish

Il Laboratorio Cavendish (Cavendish Laboratory in inglese) è il dipartimento di fisica dell'Università di Cambridge, e fa parte della Scuola di Scienze Fisiche dell'università.

## Descrizione
Fu inaugurato nel 1874 come laboratorio di insegnamento ed era inizialmente situato nel New Museums Site, in Free School Lane, nel centro di Cambridge. In seguito a problemi di spazio, fu spostato nell'attuale sito di West Cambridge all'inizio degli anni 1970. Il dipartimento di chimica fisica (originariamente il dipartimento di Scienza dei Colloidi diretto da Eric Rideal) lasciò il sito del Cavendish anteriormente, per poi trasferirsi, sotto la direzione di RG Norrish, nel nuovo edificio di chimica insieme al dipartimento di chimica (diretto da Lord Todd) in Lensfield Road: i due dipartimenti di chimica si fusero negli anni 1980.
Il Dipartimento prende nome da Henry Cavendish, importante fisico del XIX secolo. Il professor James Clerk Maxwell, che sviluppò la teoria dell'elettromagnetismo, fu tra i fondatori del laboratorio Cavendish e fu il primo Professore Cavendish di fisica. 29 ricercatori del Cavendish hanno vinto il Premio Nobel. L'attuale direttore del laboratorio Cavendish è Mete Atatüre. La Cattedra di fisica Cavendish è attualmente tenuta da Nicola Marzari.

### Fisica nucleare

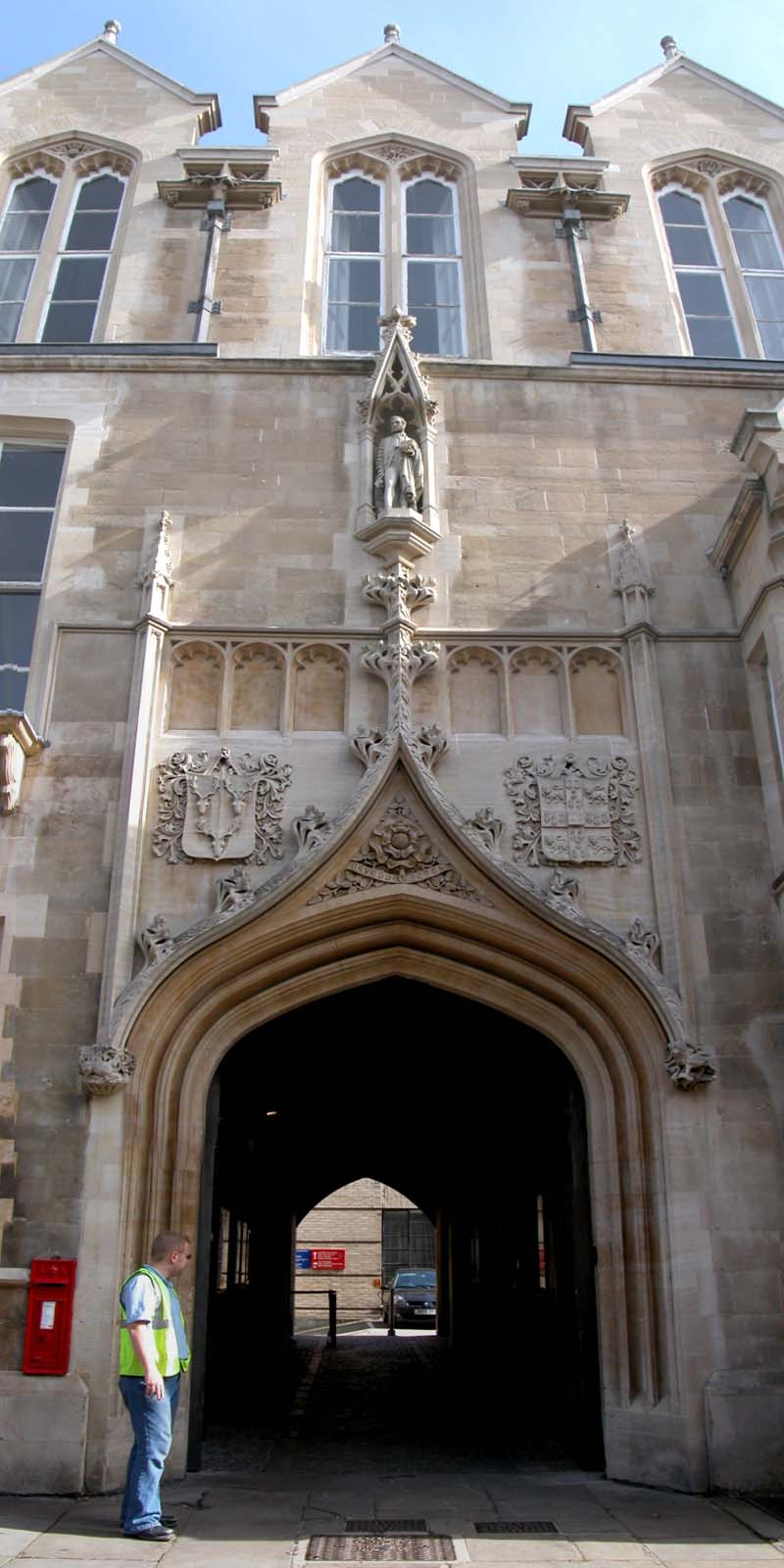
Entrata del vecchio edificio in Free School Lane

Durante la Seconda guerra mondiale il laboratorio fu impegnato nelle ricerche della commissione MAUD, che faceva parte del progetto britannico Tube Alloys di ricerca per la bomba atomica. Tra gli scienziati coinvolti vi furono Nicholas Kemmer, Allan Nunn May, Anthony French, e scienziati francesi come Lew Kowarski e Hans von Halban. Vari scienziati si trasferirono in Canada nel 1943, al Montreal Laboratory prima ed ai Chalk River Laboratories in seguito.
La produzione di plutonio e nettunio bombardando uranio 238 con neutroni fu predetto indipendentemente nel 1940 da due gruppi di ricerca: Egon Bretscher e Norman Feather al Cavendish e Edwin M. McMillan e Philip Abelson al Lawrence Berkeley National Laboratory dell'Università della California, Berkeley.

### Biologia
Il laboratorio Cavendish ha avuto un'influenza importante sulla biologia, soprattutto grazie all'applicazione della diffrazione dei raggi X allo studio di molecole biologiche. Francis Crick stava già lavorando nell'unità del Medical Research Council diretta da Max Perutz ed ospitata nel laboratorio Cavendish, quando giunse dagli Stati Uniti James Watson; insieme ottennero risultati cruciali per la scoperta della struttura del DNA. Grazie al loro lavoro al laboratorio Cavendish, ricevettero il Premio Nobel per la medicina nel 1962, insieme a Maurice Wilkins del King's College di Londra, anch'egli laureatosi al St. John's College di Cambridge.

### Gruppi di ricerca
Le aree di ricerca in cui il laboratorio è stato un punto di riferimento a partire dal 1950 sono:
- Il laboratorio Shoenberg per la materia quantistica  (diretto da Gil Lonzarich)
- La giunzione Josephson e la superconduttività (diretto da Brian Pippard)
- Teoria della materia condensata, il principale gruppo teorico.
- Microscopia elettronica (diretto da Archie Howie)
- Radioastronomia (diretto da Martin Ryle e Antony Hewish), con i telescopi situati al Mullard Radio Astronomy Observatory.
- Fisica dei semiconduttori, su sp.phy.cam.ac.uk.

## Ricercatori vincitori del premio Nobel
- Lord Rayleigh (fisica, 1904)
- Sir J.J. Thomson (fisica, 1906)
- Lord Rutherford (Ernest Rutherford) (chimica, 1908)
- Sir Lawrence Bragg (fisica, 1915)
- Charles Barkla (fisica, 1917)
- Francis Aston (chimica, 1922)
- Charles Wilson (fisica, 1927)
- Arthur Compton (fisica, 1927)
- Sir Owen Richardson (fisica, 1928)
- Sir James Chadwick (fisica, 1935)
- Sir George Thomson (fisica, 1937)
- Sir Edward Appleton (fisica, 1947)
- Lord Blackett (Patrick Blackett) (fisica, 1948)
- Sir John Cockcroft (fisica, 1951)
- Ernest Walton (fisica, 1951)
- Francis Crick (medicina e fisiologia, 1962)
- James Watson (medicina e fisiologia, 1962)
- Max Perutz (chimica, 1962)
- Sir John Kendrew (chimica, 1962)
- Dorothy Hodgkin (chimica, 1964)
- Brian Josephson (fisica, 1973)
- Sir Martin Ryle (fisica, 1974)
- Antony Hewish (fisica, 1974)
- Sir Nevill Mott (fisica, 1977)
- Philip Anderson (fisica, 1977)
- Pjotr Kapitsa (fisica, 1978)
- Allan Cormack (medicina e fisiologia, 1979)
- Abdus Salam (fisica, 1979)
- Sir Aaron Klug (chimica, 1982)
- Norman Ramsey (fisica, 1989)